# Kasteeldomein De Schepper

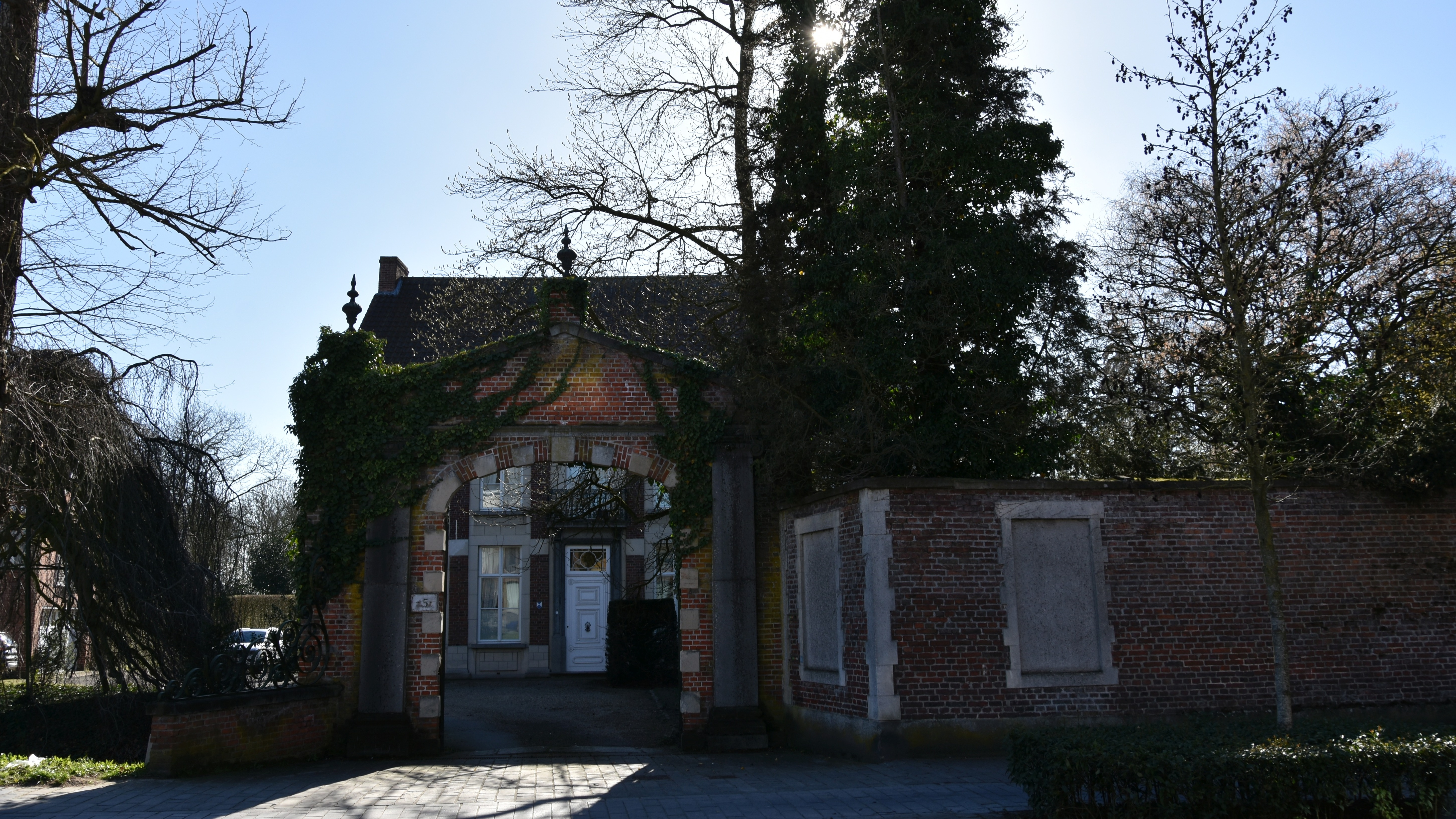
Kasteeldomein De Schepper

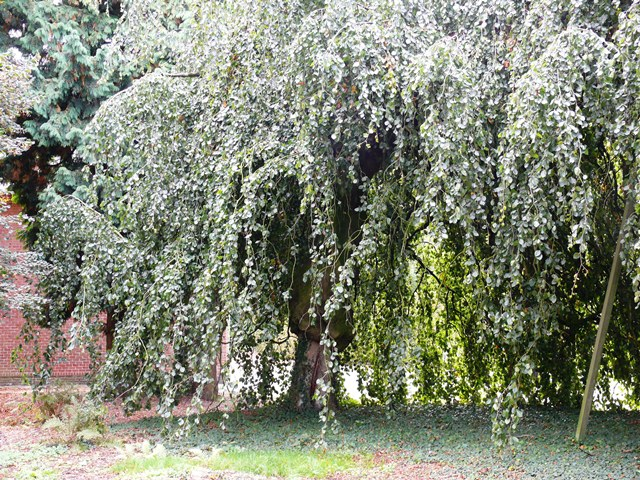
Treurbeuk op het domein

Het Kasteeldomein De Schepper is een landgoed in het centrum van de tot de Oost-Vlaamse gemeente Lievegem behorende plaats Waarschoot, gelegen aan Schoolstraat 3-5.

## Geschiedenis
De oudste vermelding van het goed is 16e-eeuws en het was zeker tot einde 17e eeuw in bezit van de familie De Stoppelaere. In 1639 was sprake van een behuisde hofstede met mote en wallen. In 1712 was het eigendom van Jan-Baptist Buens, die het tegenwoordige landgoed deed aanleggen. Er was een omgracht buytencasteelken. Midden 19e eeuw werd het goed gekocht door de familie De Schepper, textielfabrikanten te Sint-Niklaas. In het kasteelpark kwam in 1858 een stoomtuig voor het weefatelier in het kasteelpark. Aan de straat werd een mechanische weverij opgericht waar in 1874 een tweede stoommachine werd geplaatst. In 1889 overleed J.B. de Schepper en tien jaar later werd de fabriek gesloten wegens sociale onrust en gebrek aan opvolging. De fabriek werd gesloopt.

## Domein
Het domein werd betreden door een nog bestaande toegangspoort met brug, vermoedelijk gebouwd in de 2e helft van de 19e eeuw. Het eigenlijke kasteeltje, feitelijk een landhuis, heeft een laatbarokke pilastergevel van omstreeks 1700, die echter in de 19e en de 20e eeuw nog gewijzigd werd. Het interieur is voornamelijk 19e-eeuws.
Op het domein staat een grote treurbeuk die waarschijnlijk in de 2e helft van de 19e eeuw door de familie De Schepper werd geplant en een der grootste van België is. Inkervingen in de bast wijzen op de Duitse bezetting van 1918.